# Eutropis rudis
Espèce
Synonymes
- Mabuia rudis Boulenger, 1887
- Mabuia rudis var. kuchingensis Bartlett, 1895
- Mabuia lewisi Bartlett, 1895
- Mabuya rudis (Boulenger, 1887)

Eutropis rudis est une espèce de sauriens de la famille des Scincidae.

## Répartition
Cette espèce se rencontre :
- dans les îles Nicobar en Inde ;
- dans l'archipel de Sulu aux Philippines ;
- en Indonésie au Kalimantan, à Sumatra, à Java et à Sulawesi ainsi que dans les îles Mentawai.

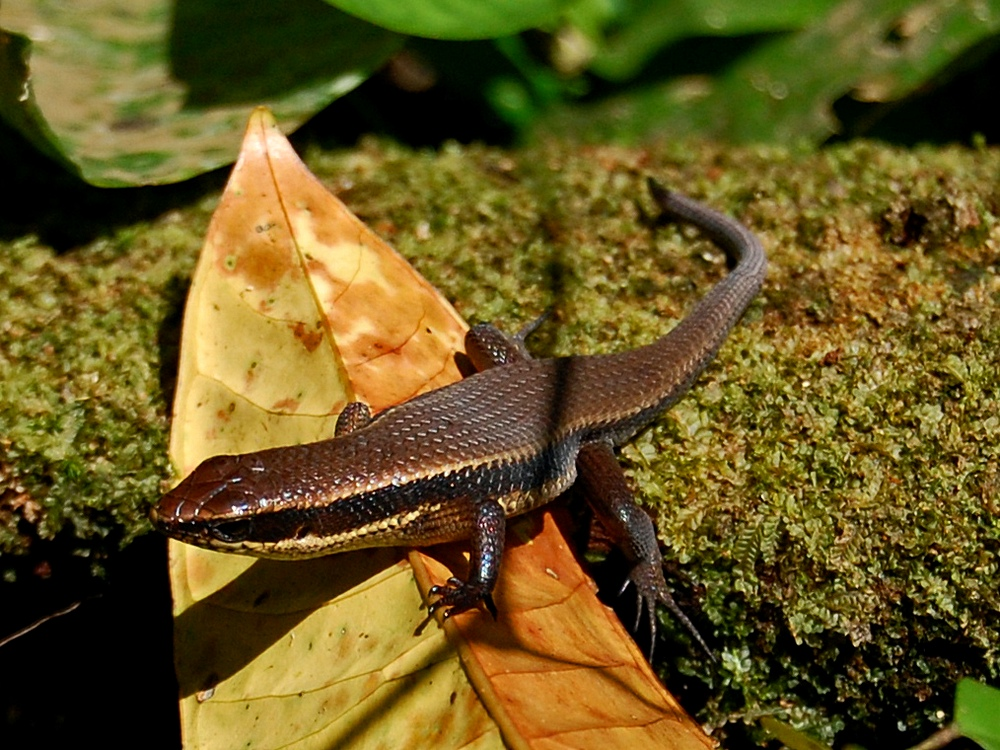

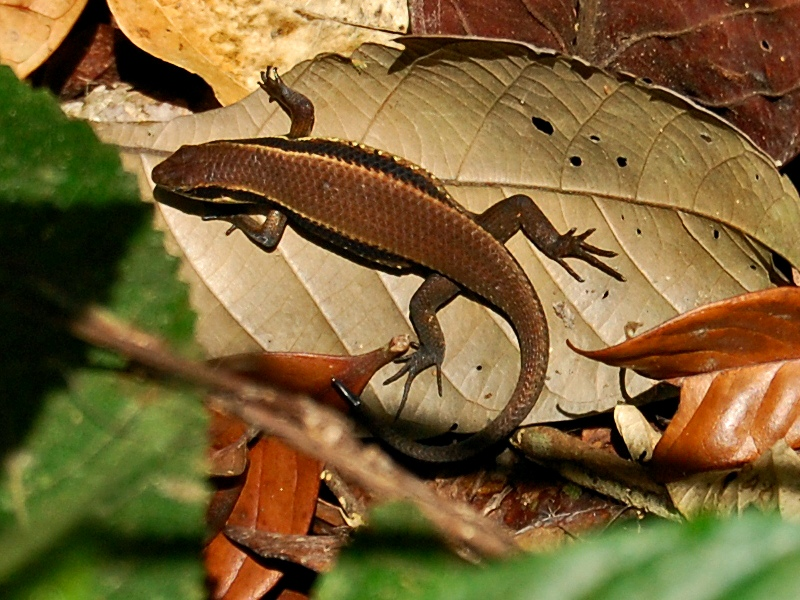

## Publication originale
- Boulenger, 1887 : Catalogue of the Lizards in the British Museum (Nat. Hist.) III. Lacertidae, Gerrhosauridae, Scincidae, Anelytropsidae, Dibamidae, Chamaeleontidae. London, p. 1-575 (texte intégral).